# William Jackson Hooker
Sir William Jackson Hooker (Norwich, 6 juli 1785 — Richmond upon Thames, 12 augustus 1865) was een Brits plantkundige, systematicus, groot organisator en botanisch illustrator. Hij werd in 1820 hoogleraar in de plantkunde aan de Universiteit van Glasgow. Hij bekleedde daarvoor de leerstoel van Regius Professor, een speciale leerstoel met ondersteuning door de Britse Kroon. In 1841 werd hij directeur van Kew Gardens (de botanische tuinen bij Londen).
De bekende Britse plantkundige Sir Joseph Banks, meer dan 40 jaar ouder dan William, was een goede vriend van hem en tot 1820 zijn steun en toeverlaat bij zijn activiteiten. 

## Bron
- Dit artikel of een eerdere versie ervan is een (gedeeltelijke) vertaling van het artikel Sir William Jackson Hooker op de Engelstalige Wikipedia, dat onder de licentie Creative Commons Naamsvermelding/Gelijk delen valt. Zie de bewerkingsgeschiedenis aldaar.

- Biblioteca Nacional de España: XX4976863
- Bibliothèque nationale de France: cb12552033s (data)
- Author citation (botany): Hook.
- CiNii: DA08972764
- Stuttgart Database of Scientific Illustrators 1450–1950: 2169
- Gemeinsame Normdatei: 11698094X
- International Standard Name Identifier: 0000 0001 2131 1746
- Library of Congress Control Number: n85057744
- Nationale bibliotheek van Australië: 35205118
- Nationale Bibliotheek van Israël: 987007272517605171
- Nederlandse Thesaurus van Auteursnamen: 070143552
- Réseau des bibliothèques de Suisse occidentale: 02-A003382234
- LIBRIS: 237178
- SNAC: w6p84b5p
- Système universitaire de documentation: 034805109
- Museum of New Zealand Te Papa Tongarewa: 20973
- Trove: 864237
- Virtual International Authority File: 46874997
- WorldCat: E39PBJxcYWQ9Q7WK8B6cTrBHG3